# اویدی مونیور
اُویدی مونیور (کاتالونیایی: Ovidi Montllor؛ ‏ تلفظ کاتالان: [oˈviði moɲˈʎoɾ]؛ ۴ فوریهٔ ۱۹۴۲ – ۱۰ مارس ۱۹۹۵) خواننده، ترانه‌سرا و بازیگر اهل اسپانیا بود. وی بین سال‌های ۱۹۶۸ تا ۱۹۹۵ میلادی فعالیت می‌کرد. وی در سال ۱۹۹۵ در اثر ابتلا به سرطان مری درگذشت.
از فیلم‌ها یا برنامه‌های تلویزیونی که وی در آن نقش داشته است، می‌توان به بیش‌مصرفی، شهر سوخته و لانه اشاره کرد.